# کوجی ماکاینو
کوجی ماکاینو (انگلیسی: Kōji Makaino؛ زادهٔ ۲۶ ژانویهٔ ۱۹۴۸) آهنگساز اهل ژاپن است.